# Ahmet İlhan Özek
Ahmet İlhan Özek (1º gennaio 1988) è un calciatore turco, attaccante del Bursaspor.

## Carriera

### Club
Ha giocato nella massima serie turca con Manisaspor e Karabükspor.

### Nazionale
Il 6 febbraio 2013 ha esordito con la Nazionale turca nell'amichevole Turchia-Repubblica Ceca (1-2).